# Cladonia celata
Cladonia celata är en lavart som beskrevs av A. W. Archer. Cladonia celata ingår i släktet Cladonia och familjen Cladoniaceae.   Inga underarter finns listade i Catalogue of Life.